# 八百津町
八百津町（日语：／ Yaotsu chō */?）為岐阜縣加茂郡所轄的町。町內八成的地區為山林。

## 交通

### 公路
一般國道
- 國道41號、國道418號

#### 朝鮮隧道
國道418號的“二股隧道”别名“朝鮮隧道”，是一處靈異場所。據稱在第二次世界大战期间，有许多朝鮮人被强行带到此處工作，後來他們作為人柱被掩埋在隧道中。
1. ↑  .   [2017-01-25]. （原始内容存档于2020-09-20）.